# Konfederacja warszawska (1704)

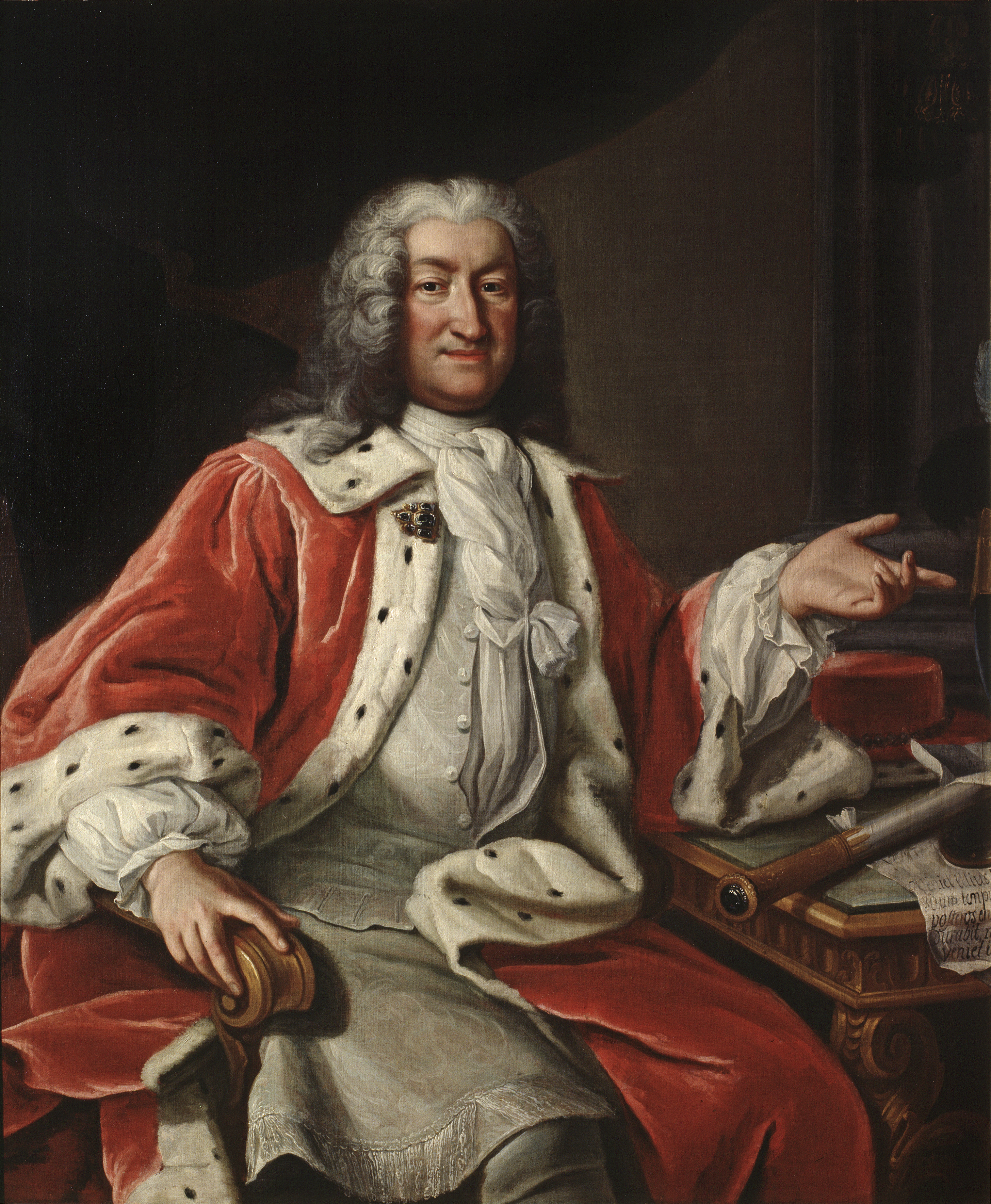
Generał szwedzki Arvid Horn, rzeczywisty twórca konfederacji warszawskiej

Konfederacja warszawska – konfederacja generalna zawiązana 16 lutego 1704 roku w Warszawie w czasie III. wojny północnej, grupująca przeciwników króla Augusta II Mocnego. Powstała w wyniku przekształcenia antysaskiej konfederacji wielkopolskiej. Zawiązana dwa dni po ogłoszeniu bezkrólewia w Rzeczypospolitej Obojga Narodów, rozpoczęła pertraktacje o pokój i sojusz ze Szwecją.
Do przywódców konfederacji warszawskiej należeli: prymas Michał Stefan Radziejowski, wojewoda poznański Stanisław Leszczyński, marszałek Piotr Jakub Bronisz, Hieronim Augustyn Lubomirski  i Jan Chryzostom Pieniążek. Rzeczywistym dyktatorem był jednak generał szwedzki Arvid Horn.
12 lipca 1704 roku w Warszawie generał Arvid Horn w obecności wojsk szwedzkich skłonił sejm elekcyjny do wyboru Stanisława Leszczyńskiego. Zmusiło to stronników saskich do zawiązania 20 maja 1704 roku przy Auguście II Mocnym konfederacji sandomierskiej. 30 sierpnia 1704 roku August II Mocny podpisał w Narwie sojusz z Piotrem I, który mocniej związał Rzeczpospolitą z Carstwem Rosyjskim.